# Локхийд Мартин
„Ло̀кхийд Ма̀ртин Корпорѐйшън“ (на английски: Lockheed Martin Corporation) е американска компания, специализирана в областите на самолетостроенето, авиакосмическата техника, корабостроенето, автоматизацията на пощенските служби и летищната логистика. Седалището ѝ се намира в град Бетезда, САЩ. Председател на съвета на директорите на корпорацията е Мерилин Хюсън.

## История
Образувана е в резултат от обединението на компаниите „Мартин Мариета“ и „Локхийд“ през 1995 г.
По данни от 2011 и 2013 г., корпорацията „Локхийд Мартин“ е най-голямото в света предприятие от военно-промишления комплекс. 95% от доходите си компанията получава от поръчки на Министерството на отбраната на САЩ, останалото – от други агенции и департаменти на правителството на САЩ, а също и от чужди клиенти.

## Продукция
- Системи за контрол на въздушното движение
- Балистични ракети
- Боеприпаси
- Противоракетна отбрана
- Транспортни самолети и изтребители
- Радари
- Спътници
- Ракети-носители Атлас
- КК Орион